# Fogbank
 (décembre 2024).
Fogbank (stylisé en FOGBANK ) est le nom de code donné à un matériau secret utilisé dans les ogives nucléaires W76, W78 et W88 qui font partie de l'arsenal nucléaire des États-Unis. Le processus permettant de fabriquer le Fogbank était perdu en 2000, au moment où il était nécessaire pour la maintenance d'anciennes ogives nucléaires. Le Fogbank a alors été rétroconçu par la National Nuclear Security Administration (NNSA) sur une période de cinq ans pour un coût chiffré en dizaines de millions de dollars.
La nature précise de Fogbank est classifiée. Selon Dennis Ruddy, ancien directeur général du laboratoire national d'Oak Ridge, « Le matériau est classifié. Sa composition est classifiée. Son utilisation à l'intérieur de l'arme est classifiée, et le processus lui-même est classifié. »  Les documents du ministère de l'Énergie sur la sécurité des explosifs nucléaires le décrivent simplement comme un matériau « utilisé dans les armes nucléaires et les explosifs nucléaires » à côté de l'hydrure de lithium (LiH), du deutérure de lithium (LiD), du béryllium (Be), de l'hydrure d'uranium (UH 3 ) et de l'hydrure de plutonium.
Cependant, un administrateur de la NNSA, Tom D'Agostino, a révélé le rôle du Fogbank dans l'arme : « Il y a un autre matériau dans le — il s'agit du matériau inter étages, également connu sous le nom de Fogbank », et les experts en armement pensent que le Fogbank est un aérogel qui agit comme matériau inter étages dans une ogive nucléaire ; c'est-à-dire un matériau conçu pour devenir un plasma surchauffé après la détonation de l'étage de fission de l'arme, le plasma déclenchant ensuite la détonation de l'étage de fusion,.

## Historique
Des sources officielles non classifiées ont révélé que le Fogbank était fabriqué à l'origine dans l'usine 9404-11 du complexe de sécurité nationale Y-12 à Oak Ridge, dans le Tennessee, de 1975 à 1989, date à laquelle le dernier lot d'ogives W76 fut achevé. Après cela, l'usine a été désactivée et son démantèlement planifié pour 1993. Il ne restait qu'une petite usine pilote, qui était utilisée pour produire de petits lots de Fogbank à des fins de test.
En 1996, le gouvernement américain décide de remplacer, remettre à neuf ou démanteler un grand nombre de ses armes nucléaires. En conséquence, le ministère de l'Énergie met en place un programme de remise à neuf pour prolonger la durée de vie des armes nucléaires les plus anciennes. 
En 2000, la NNSA défini un programme de prolongation de la durée de vie des ogives W76 qui leur permettrait de rester en service au moins jusqu'en 2040.
On réalisa rapidement que le Fogbank était une source potentielle de problèmes pour le programme, car peu de documents sur son processus de fabrication avaient été conservés lors de sa fabrication initiale dans les années 1980, et presque tous les membres du personnel qui avaient une expertise dans sa production avaient pris leur retraite ou avaient quitté l'agence. La NNSA étudia brièvement la possibilité de trouver un substitut au Fogbank, mais a finalement décidé que, comme le Fogbank avait déjà été produit, il serait possible de le produire à nouveau. De plus, les simulations informatiques du laboratoire national de Los Alamos n'étaient pas suffisamment sophistiquées à cette époque pour déterminer de manière fiable si un matériau alternatif fonctionnerait aussi efficacement que le Fogbank », selon une publication du Los Alamos.
L'usine 9404-11 étant depuis longtemps déclassée, une nouvelle usine de production était nécessaire. Des retards sont survenus lors de sa construction. Les ingénieurs ont échoué à plusieurs reprises dans leurs efforts pour produire Fogbank. La fabrication implique un solvant acétonitrile modérément toxique et hautement volatil, qui présente un danger pour les travailleurs (provoquant trois évacuations rien qu'en mars 2006).
Comme les délais avait été dépassés et le calendrier repoussé à de nombreuses reprises, la NNSA a finalement décidé d'investir 23 millions de dollars pour trouver une alternative à Fogbank,,.
En mars 2007, les ingénieurs ont finalement réussi à mettre au point un procédé de fabrication pour le Fogbank. Le matériau s'est toutefois avéré poser des problèmes lors des tests et en septembre 2007, le projet Fogbank a été classé au statut « Code bleu » par la NNSA, ce qui en faisait une priorité majeure. En 2008, après avoir dépensé 69 millions de dollars supplémentaires, la NNSA a réussi à fabriquer le Fogbank et, sept mois plus tard, il est annoncé que la première ogive remise à neuf va être fournie à la marine américaine, près d'une décennie après le début du programme de maintenance. Mais en mai 2009, un porte-parole de la marine américaine déclare qu'ils n'ont toujours reçus aucune arme remise à neuf. Le ministère de l'Énergie annonce que le plan remis à jour est de commencer à expédier des armes remises à neuf fin 2009, avec deux ans supplémentaires de retard.
L'expérience de rétro-ingénierie de Fogbank a permis d'améliorer les connaissances scientifiques sur le processus de fabrication. Les scientifiques du nouveau projet ont remarqué que certains problèmes de production ressemblaient à quelque chose notés par l'équipe d'origine. Ces problèmes ont été attribués à la nécessité de la présence d'une impureté spécifique dans le produit final pour obtenir un résultat conforme aux normes de qualité. Une analyse de cause racine a montré que les matières premières utilisées passaient par un processus de nettoyage qui n'existait pas lors de la production initiale. Ce nettoyage éliminait une substance qui génère l'impureté requise. Une fois le rôle implicite de cette substance finalement compris, les scientifiques de production ont pu améliorer le contrôle de la qualité du résultat au delà la production initiale.
Le projet de prolongation de la durée de vie de l'ogive W76 a été achevé en décembre 2018, une fois que 800 W76 ont été mis à niveau vers le modèle W76-1. Il n'est pas clair si le nouveau modèle d'ogive W76-2 utilise ou non Fogbank.

## References
1. ↑  (en) Robert B Bonner et Stephan E Lott Secondary Lifetime Assessment Study (rapport SAND2001-0063), Sandia National Labs, janvier 2001, p. 52 (lire en ligne)
2. 1 2 3 4 5 6 7 8  « The Fog of War: Forgetting what we once knew », The Weekly Standard,‎ 18 mai 2009 (lire en ligne)
3. 1 2  Lewis, « FOGBANK », Arms Control Wonk
4. 1 2  « Fogbank: Lost Knowledge Regained », Nuclear Weapons Journal, Los Alamos, no 2,‎ 2009, p. 20–21 (lire en ligne)
5. ↑  Ian Sample, « Technical hitch delays renewal of nuclear warheads for Trident », The Guardian,‎ 6 mars 2008 (lire en ligne)
6. ↑  Rob Edwards, « Trident missiles delayed by mystery ingredient », New Scientist, vol. 197, no 2646,‎ 12 mars 2008, p. 15 (DOI 10.1016/S0262-4079(08)60578-3, lire en ligne)Modèle:Abonnement requis
7. ↑  Ralph Vartabedian, « Program to refurbish aging nuclear warheads faces setbacks », Los Angeles Times,‎ 29 mai 2009 (ISSN 0458-3035, lire en ligne, consulté le 30 mai 2009)
8. ↑  Work completed on Navy's upgraded nuclear warhead « https://web.archive.org/web/20210901040303/https://www.defensenews.com/space/2019/01/23/work-completed-on-navys-upgraded-nuclear-warhead/ »(Archive.org • Wikiwix • Archive.is • Google • Que faire ?), 1er septembre 2021. Defense News. 24 January 2019.
9. ↑  https://media.defense.gov/2018/Feb/02/2001872886/-1/-1/1/2018-NUCLEAR-POSTURE-REVIEW-FINAL-REPORT.PDF « https://web.archive.org/web/20190208025953/https://media.defense.gov/2018/Feb/02/2001872886/-1/-1/1/2018-NUCLEAR-POSTURE-REVIEW-FINAL-REPORT.PDF »(Archive.org • Wikiwix • Archive.is • Google • Que faire ?), 8 février 2019 "Nuclear Posture Review 2018"